# John Lennon
John Winston Ono Lennon (ur. 9 października 1940 w Liverpoolu, zm. 8 grudnia 1980 w Nowym Jorku) – brytyjski muzyk, kompozytor, piosenkarz i autor tekstów.
Założyciel, muzyk i wokalista zespołu The Beatles. Jako współlider grupy wraz z Paulem McCartneyem stworzył znaczącą większość repertuaru Beatlesów, stając się zarazem najsłynniejszym duetem pisarsko-kompozytorskim Lennon/McCartney.
W 1965 otrzymał z rąk królowej Elżbiety II Order Imperium Brytyjskiego V klasy (MBE), który zwrócił w 1969 na znak protestu przeciwko brytyjskiej polityce zagranicznej.
8 grudnia 1980 roku został zastrzelony przez Marka Davida Chapmana.
W 1994 został wprowadzony do Rock and Roll Hall of Fame. W 2002 Liverpool uczcił pamięć Lennona, nazywając jego imieniem lotnisko. W tym samym roku w plebiscycie BBC na „100 najważniejszych Brytyjczyków wszech czasów” nazwisko Lennona znalazło się w pierwszej dziesiątce zestawienia.

## Życiorys

### Dzieciństwo i młodość
Urodził się o godz. 7:00 w środę, 9 października 1940 w szpitalu położniczym przy Oxford Street w Liverpoolu. Był synem Julii Stanley (1914–1958) i Alfreda Lennona, którzy poznali się na przełomie lat 20. i 30. XX wieku na potańcówce w Selfon Park, a ślub wzięli 3 grudnia 1938. Ojciec Lennona, z pochodzenia Irlandczyk, był stewardem na luksusowym statku liniowym, a matka była córką byłego marynarza i pracownika firmy ubezpieczeniowej Tug Salvage Company. Z powodu przynależności do różnych warstw społecznych oraz mało stabilnej pracy Alfreda ich związek wywoływał opór rodziny Stanleyów. Mieszkali przy Newcastle Road w podmiejskiej dzielnicy Liverpoolu, w pobliżu ulicy Penny Lane. Gdy John miał dwa lata, jego ojciec opuścił rodzinę i wyruszył w podróż po świecie. Matka w tym czasie wdawała się w niezobowiązujące romanse z innymi mężczyznami. Alfred, powróciwszy do Wielkiej Brytanii, pragnął zamieszkać z synem w Nowej Zelandii. Lennon pozostał z matką, a ojciec zniknął z jego życia, ponownie spotkali się dopiero w 1968, kiedy to Lennon odwiedził ojca, wówczas żonatego z młodszą o ok. 35 lat kobietą.
Jeszcze w okresie awantur między rodzicami Lennon często mieszkał u krewnych, a po ich ostatecznym rozstaniu, mając cztery i pół roku, trafił pod opiekę ciotki, Mary „Mimi” Smith i jej męża George’a Smitha, którzy mieszkali w domu przy 251 Menlove Avenue w Woolton na przedmieściach Liverpoolu. Ciotka wychowywała Lennona stanowczo i z dużym poświęceniem angażowała się w zapewnienie mu jak najlepszych warunków. Lennon okazjonalnie odwiedzał matkę, która miała jeszcze trzy córki: Victorię Elizabeth (ur. 1945) ze związku z Taffym Williamsem oraz Julię (ur. 1947) i Jacqui Gertrudę (ur. 1949) z małżeństwa z Johnem Dykinsem. W dzieciństwie czuł się odtrącony i osamotniony przez matkę, jednocześnie frustrowała go nadopiekuńczość surowej i wymagającej ciotki.
Od dziecka był uzdolniony muzycznie – matka nauczyła go pierwszych chwytów na banjo i kupiła mu pierwszą gitarę, poza tym grał na harmonijce ustnej i akordeonie. Jesienią 1946 rozpoczął edukację w szkole podstawowej w Dovedale. Według jego wychowawcy był bardzo bystrym chłopcem, w pół roku świetnie opanował naukę czytania i pisania, w wieku siedmiu lat napisał swoją pierwszą książkę – Sport, Speed and Illustrated, a dwa lata później został redaktorem naczelnym szkolnej gazetki „The Daily Howl”. Szybko przestał przykładać się do nauki, przedkładając nad edukację towarzystwo kolegów. Stał się wówczas znany z łobuzerskich zachowań, m.in. próbował drobnych kradzieży, poza tym wykazywał duże zdolności przywódcze, dzięki którym stał się prowodyrem młodocianej bandy. Poza tym przedrzeźniał innych uczniów oraz nauczycieli, a zdaniem ówczesnej dziewczyny Lennona, Thelmy Pickles, „każdy utykający, kaleki, garbaty lub w jakikolwiek sposób zdeformowany, był wyśmiewany przez Johna”. Lennon postrzegany był jako buntownik, arogant, a zarazem niepewny siebie klasyczny outsider. Zafascynowany życiem niższych warstw społecznych, zaczął posługiwać się gwarą portową.
W 1952 zdał egzamin Eleven Plus, który uprawniał go do kontynuowania edukacji ogólnokształcącej, dzięki czemu podjął naukę w Quarry Bank Grammar School, jednym z najlepszych techników ekonomicznych w Liverpoolu. Planował pilnie się uczyć, by usatysfakcjonować ciotkę, jednak szybko wdał się w bójki i powrócił do starych przyzwyczajeń. Został przydzielony do grupy A (uczniów inteligentnych i dobrze rokujących na przyszłość), bardzo szybko jednak spadł do grupy B, a następnie najgorszej – C, za złe sprawowanie oraz złą naukę, z którego powodu często wzywano go do dyrektora, Williama Pobjoya. W tym okresie pisał też wiersze, które jednak jego ciotka wyrzucała.

### Początki kariery
W okresie nauki w technikum śpiewał w przykościelnym chórze St. Peter’s Parish Church. W lutym 1956 zafascynował się rock and rollem, gdy po raz pierwszy usłyszał nagranie Elvisa Presleya „Heartbreak Hotel”. W tym okresie rozwijał zainteresowanie muzyką, grał przeważnie utwory Presleya i Billa Haleya, a także Buddy’ego Holly’ego, którego twórczość przybliżyła mu matka. Również w 1956 wraz ze szkolnym przyjacielem Pete’em Shottonem stworzył duet grający skiffle o nazwie The Quarrymen. 15 czerwca 1956 w ogrodzie kościoła pw. Świętego Piotra w Woolton zagrał z zespołem podczas Wollton Fête, uroczystości podsumowującej rok szkolny, a po koncercie poznał Paula McCartneya. Ponownie spotkał się z nim 6 lipca 1957 podczas kolejnej uroczystości Wollton Fête, na której The Quarrymen zaprezentował covery piosenek: „Rock Island Line”, „John Henry”, „Maggie”, „Freight Train” i „Worried Man Blues”. Lennon dzień później zaprosił McCartneya na próby ze swoim zespołem. Wkrótce stali się najbliższymi przyjaciółmi i zaczęli komponować pierwsze wspólne piosenki – przez pierwsze dwa lata współpracy stworzyli prawie 100 utworów, w tym „Love Me Do” i „One After 909”, które wydali w późniejszych latach już jako The Beatles.

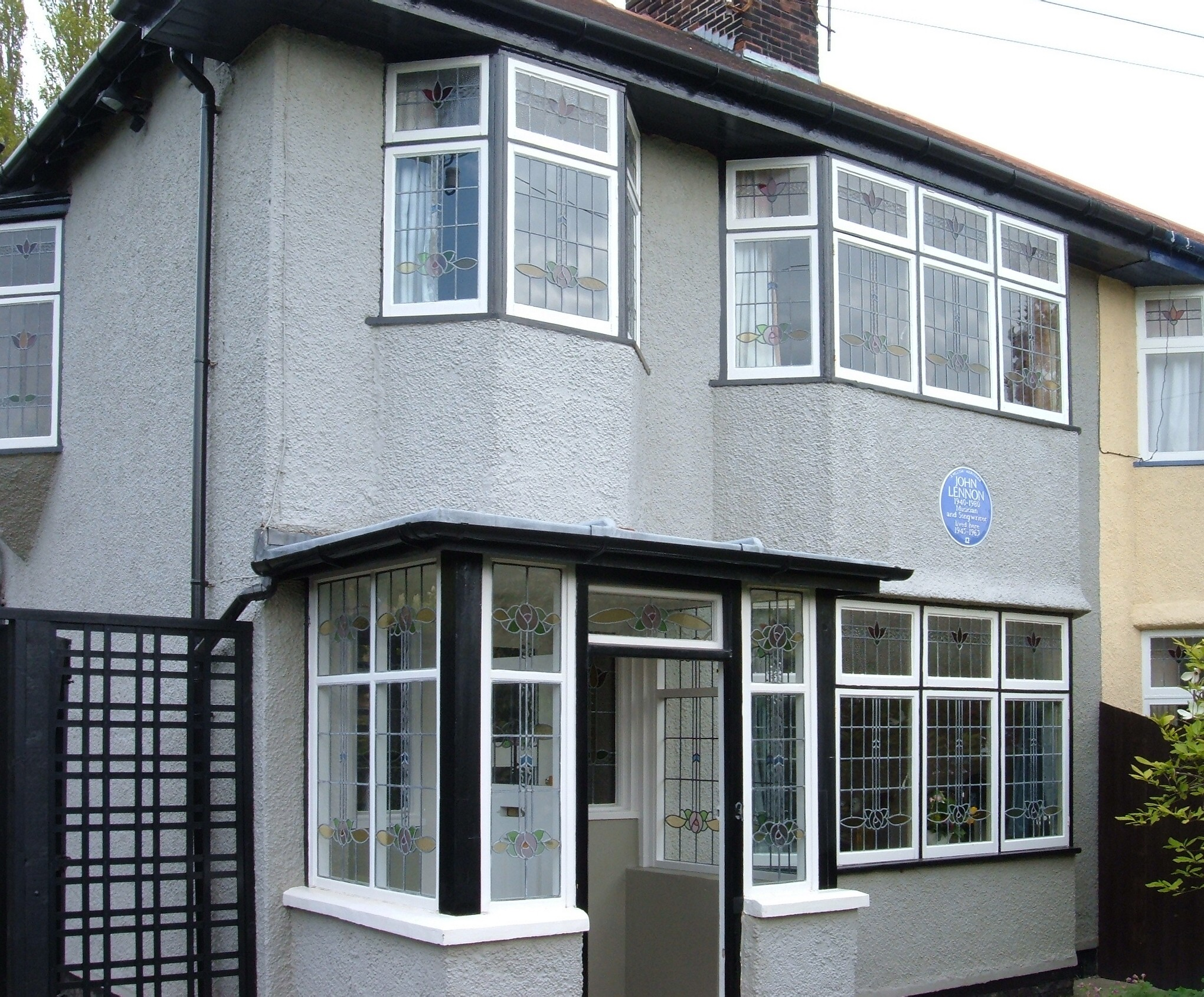
Dom przy 251 Menlove Avenue, w którym Lennon mieszkał 17 lat

Lennon w ostatnim semestrze w Quarry Bank przystąpił do małej matury GCE O-level, jednak większość z egzaminów oblał. Dyrektor szkoły w związku z zaistniałą sytuacją wystosował 17 lipca 1957 list polecający Lennona do Liverpool Art College, gdzie został z uwagi na plastyczne zdolności. Uczył się na wydziale liternictwa. W przedostatnim roku został wyrzucony ze szkoły za nieodpowiednie zachowanie, zbyt słabą naukę oraz zaległości w pracach plastycznych. W tym okresie mocno przeżył śmierć matki, z którą odnowił kontakt niedługo przed jej wypadkiem drogowym. Wsparciem dla Lennona była jego ówczesna dziewczyna Cynthia Powell oraz McCartney.
W 1959 ponownie skupił się na muzyce, intensyfikując działanie grupy The Quarrymen. Wystąpił z zespołem w konkursie młodych talentów „Carroll Levis Discovery Show”, jednak bez powodzenia. Rozszerzał też repertuar grupy o numery rockandrollowe i dążył do wzmocnienia składu – wkrótce do zespołu dołączyli basista Stuart Sutcliffe i perkusista Thomas Moore. W grudniu 1960 podpisali kontrakt na kilkumiesięczne występy w klubach portowych w Hamburgu. Występy były znacznie dłuższe i bardziej wyczerpujące, dlatego Lennon z resztą zespołu zaczęli wspomagać się narkotykami.

### PoczątkiThe Beatlesi kariera solowa
Równolegle z działalnością zespołu The Quarrymen, od sylwestra 1960 posługującego się nazwą The Beatles, prowadził działalność solową. W 1961 nawiązał współpracę z redakcją muzycznego dwutygodnika „Mersey Beats”, na którego łamach publikował felietony, wiersze i opowiadania pod pseudonimem „Beatcomber”. Pod koniec 1961 razem z pozostałymi Beatlesami podpisał kontrakt menedżerski z Brianem Epsteinem, a wiosną 1963 nagrał z zespołem album pt. Please Please Me. Już wtedy krytykował styl muzyczny narzucony Beatlesom, twierdząc, że ich dawne utwory były lepsze ze względu na mocny, rockowy charakter. Krytykował także powtarzalność występów i brak rozwoju muzycznego, miał też negatywny stosunek do popularności, która zmuszała go do podporządkowywania się oczekiwaniom fanów.
Podczas pobytu w Paryżu w styczniu 1964 poznał twórczość Boba Dylana, a w sierpniu tego samego roku podczas pobytu w USA poznał artystę, co miało znaczny wpływ na jego kolejne, znacznie bardziej impresjonistyczne teksty. 23 marca 1964 wydał autorski tomik poezji In His Own Write (pol. W opisie własnym), a następnym roku – książkę pt. A Spaniard in the Work (pol. Hiszpan w Warsztacie). Po ciepłym przyjęciu drugiego zbioru opowiadań przez krytyków rozważał napisanie trzeciej książki, jednak ta nigdy nie powstała. W czerwcu 1968 w Old Vic Theatre w Londynie premierę miał spektakl The National Theater Company of Britain The Lennon Play (reż. Victor Spinetti) będący inscenizacją książek Lennona.

### Yoko Ono i kryzysThe Beatles
W październiku 1965 wraz z pozostałymi Beatlesami otrzymał Order Imperium Brytyjskiego (MBE) od królowej Elżbiety II, jednak zwrócił go we wrześniu 1969. Uzasadniając swoje postanowienie, wyjaśnił: „Zwracam moje odznaczenie jako znak sprzeciwu. Protestuję przeciwko brytyjskiej ingerencji w konflikt na linii Nigeria – Biafra oraz wspieraniu Ameryki w wojnie z Wietnamem oraz temu, że utwór »Cold Turkey« słabo radzi sobie na liście przebojów.
W marcu 1966 redakcja magazynu „Evening Standard” opublikowała wywiad Maureen Cleave z Lennonem, w którym artysta stwierdził, że Beatlesi są popularniejsi od Jezusa. Wypowiedź wywołała międzynarodowy skandal i spotkała się z ostrym odbiorem m.in. amerykańskich organizacji religijnych i konserwatywnych (w tym Ku Klux Klanu) oraz Watykanu, a zespół został zbojkotowany przez stacje radiowe w Hiszpanii, Danii, Południowej Afryce i w kilku stanach Ameryki Północnej. Lennon, choć przeprosił za swoje słowa, wytłumaczył, że miał na myśli reakcje ludzi na ich sukces i stwierdził, że jako zespół więcej znaczą dla angielskiej młodzieży niż religia. Wypowiedź silnie zaważyła na przyszłości i popularności Beatlesów.
12 lipca 1966 wraz z McCartneyem odebrał trzy nagrody muzyczne im. Ivora Novella za utwory: „Help!”, „Yesterday” i „We Can Work It”. We wrześniu 1966 rozpoczął pracę na planie filmu How I Won the War (1967), a na potrzeby roli Private Gripweeda ostrzygł się na krótko i zaczął nosić charakterystyczne okulary, które po zakończeniu zdjęć stały się częścią jego nowego wizerunku. Za występ w filmie zebrał głównie przychylne recenzje od krytyków. Fotos z filmu przedstawiający Lennona znalazł się na okładce pierwszego numeru magazynu kulturalnego „Rolling Stone” z 9 listopada 1967.

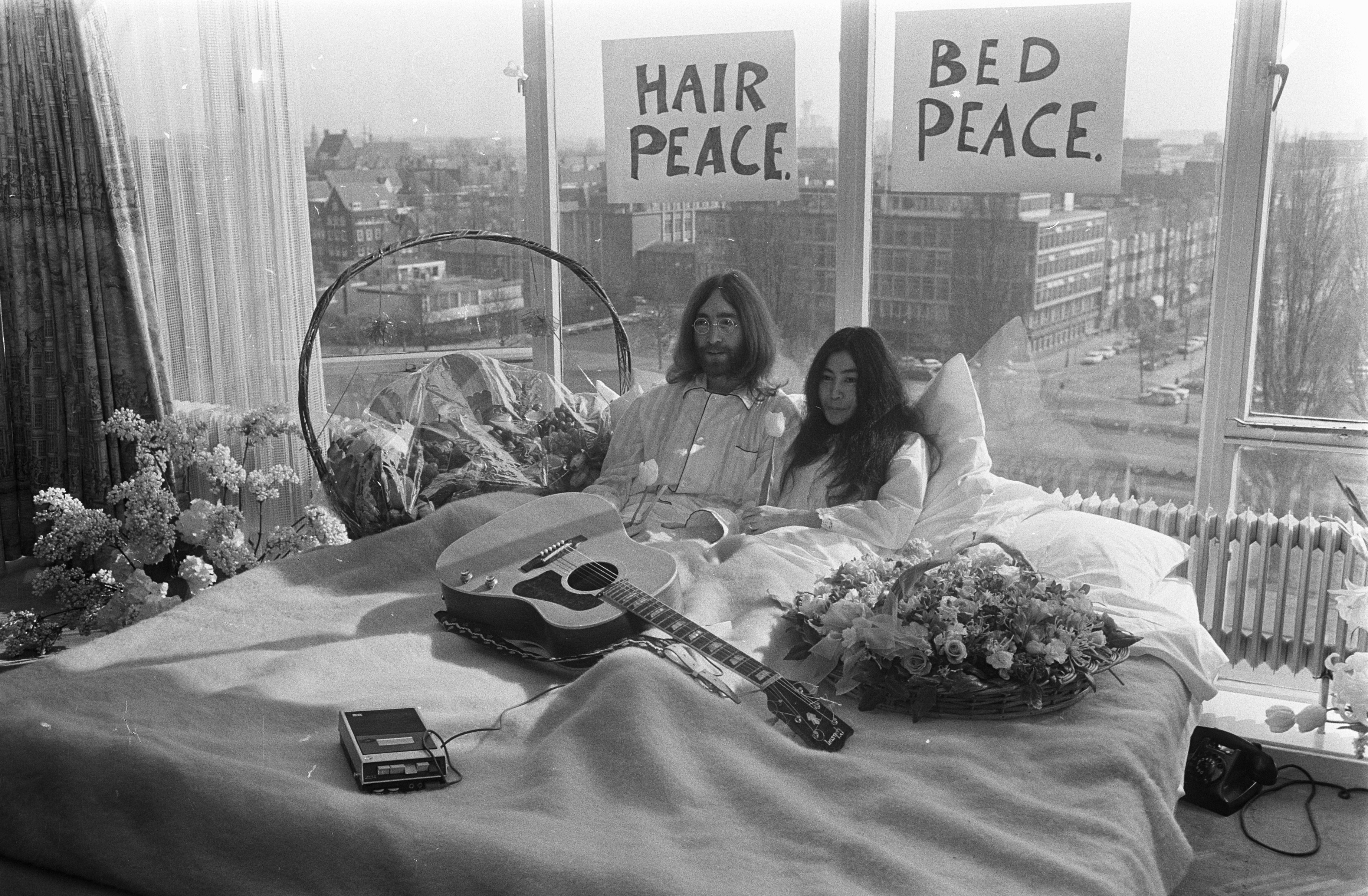
Lennon i Yoko Ono w Amsterdamie, 1969

W listopadzie 1966 na wystawie Nieskończone obrazy i przedmioty w galerii „Indica” w Londynie poznał japońską artystkę awangardową Yoko Ono. Wkrótce później sfinansował jedną z kolejnych jej wystaw oraz zaczął utrzymywać z nią bliskie kontakty. Spotkanie z artystką zbiegło się w czasie z rosnącą u niego (a także i u pozostałych Beatlesów) fascynacją ideami ruchu hippisowskiego, która obejmowała szereg aspektów (m.in. pacyfizm i zainteresowanie religiami Wschodu) mających swoje odzwierciedlenie w twórczości Beatlesów (zwłaszcza na albumach Sgt. Pepper’s Lonely Hearts Club Band i Magical Mystery Tour). Przyczyniło się to w pewnym stopniu do popularyzacji niektórych idei „Dzieci Kwiatów” – Lennon uznawał, że jeżeli Ono ma na niego istotny wpływ, powinna być z nim wszędzie, m.in. podczas nagrań, wbrew zasadzie panującej w zespole o nieprzyprowadzaniu do studia osób trzecich. Ono dzięki temu uzyskała swój udział w nagraniu płyty pt. The Beatles (Biały Album) – jej głos umieszczono w piosence „The Continuing Story of Bungalow Bill”.
Latem 1967 zmarł Brian Epstein, co wywołało u Lennona zaburzenia depresyjne. Duży wpływ na poprawę jego zdrowia psychicznego miało nawiązanie bliższych relacji z Derekiem Taylorem, szefem prasowym założonej przez Beatlesów firmy Apple Corps. W tym czasie coraz częściej planował odejście z grupy, do czego zachęcała go również Yoko Ono. Wiosną 1968 wraz z Beatlesami wyjechał do Indii, gdzie poznawał tajniki buddyzmu i medytacji. Podczas tego wyjazdu przestał interesować się żoną, a po powrocie do Anglii spędził noc z Ono. W maju zażądał rozwodu od żony, zaczął też pokazywać się z Ono w miejscach publicznych. Również w maju 1968 wydał z Ono album pt. Unfinished Music No. 1 – Two Virgins, którego okładka wywołała kontrowersje ze względu na ukazanie na niej nagich artystów. Płyta poniosła sprzedażową porażkę, rozchodząc się w Wielkiej Brytanii w nakładzie zaledwie 5 tys. egzemplarzy. W maju 1969 Lennon wydał drugi album z Ono pt. Unfinished Music No. 2 – Life with the Lions, który także został sprzedany w niewielkim nakładzie (nieco ponad 5 tys. egzemplarzy).
Około 1968 zaczęła się jego współpraca z lewicowym podziemiem: najpierw w Wielkiej Brytanii, a potem w Stanach Zjednoczonych, gdzie poznał działaczy marksistowskich Jerry`ego Rubina oraz Abbiego Hoffmana. Zdaniem Krzysztofa Wernera „Muzyk (...) często zbyt naiwnie podchodził do roli współpracownika z niektórymi organizacjami lub społecznościami, stając się  (…) marionetką i kartą przetargową dla uzyskania wielu korzyści, m.in. materialnych”.

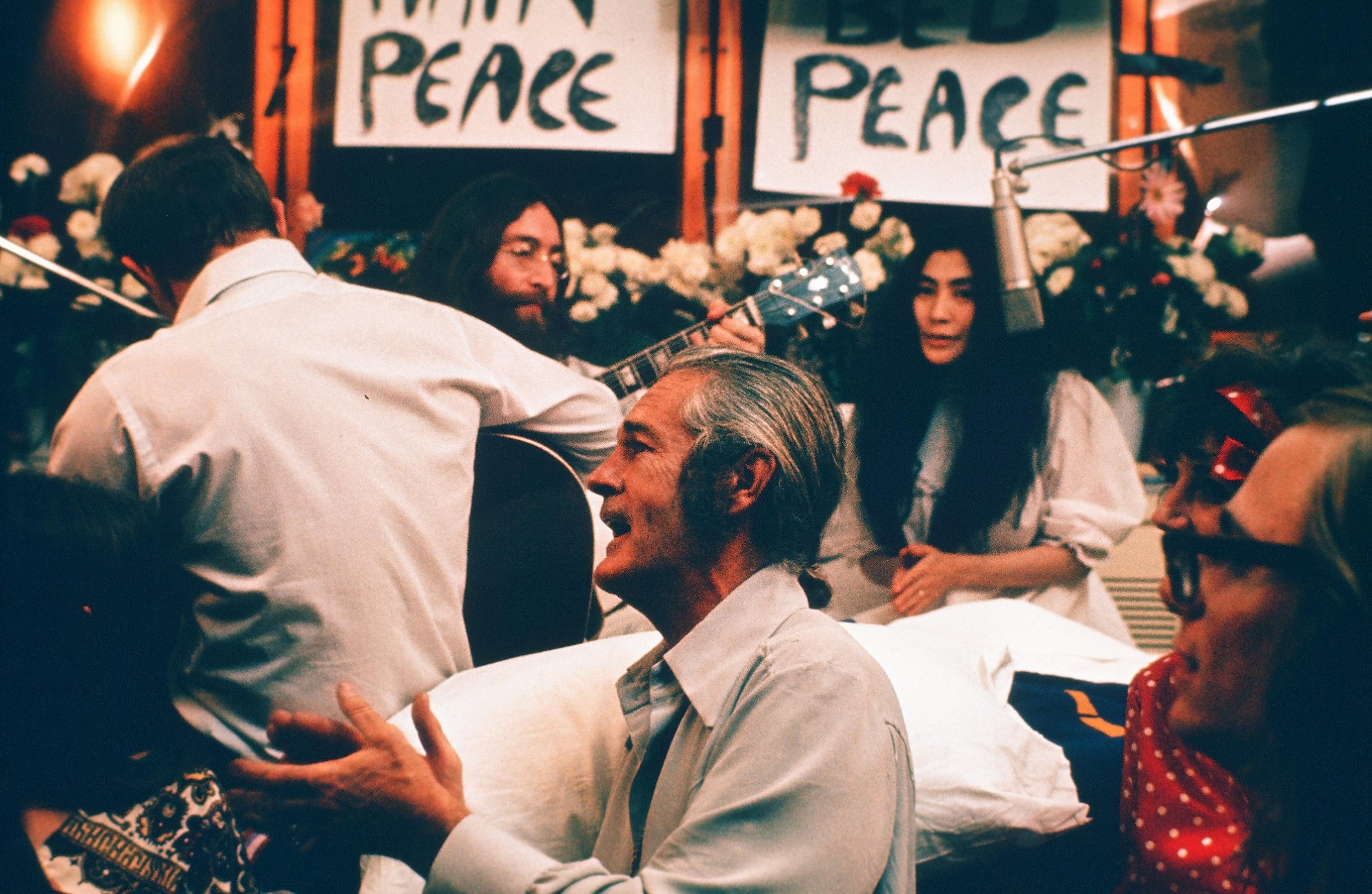
Lennon i Ono podczas nagrań piosenki „Give Peace a Chance” (1969)

We wrześniu 1969 podczas lotu na Festiwal Rock and Rolla w Toronto poinformował McCartneya o zamiarze odejścia z zespołu, a Ericowi Claptonowi i Klausowi Voormannowi zaproponował zawiązanie nowej grupy. Pozostałym członkom The Beatles o zamiarze zakończenia współpracy powiedział dopiero tydzień później, gdy nagrywali ostatnie utwory do albumu Abbey Road. Zamiar rozwiązania grupy był ukrywany przed opinią publiczną aż do 10 kwietnia 1970, kiedy McCartney publicznie ogłosił swoje odejście, tym samym rozwiązując zespół The Beatles. 30 grudnia 1970 McCartney ogłosił na konferencji prasowej definitywny koniec działalności The Beatles w dotychczasowym składzie, a dzień później wniósł pozew o rozwiązanie zespołu. Beatlesi formalnie zakończyli działalność dopiero 29 grudnia 1974, kiedy to Lennon podpisał umowę o zakończeniu partnerstwa podczas wakacji z rodziną w Walt Disney World Resort na Florydzie.

### Okres działalności solowej
Wielu fanów Beatlesów oskarżało Yoko Ono o doprowadzenie do rozpadu zespołu, czemu jednak Lennon zaprzeczał, a przyjaciele pary twierdzili, że muzycy myśleli o zakończeniu współpracy po śmierci Briana Epsteina. Istotnie od połowy lat 60. Lennon coraz częściej angażował się w muzyczne i pozamuzyczne projekty z udziałem Ono. Stworzył z nią m.in. kilka etiud filmowych, w tym kontrowersyjny Autoportret (Self-Portrait, 1969) będący długim ujęciem przedstawiającym członka Lennona w częściowej erekcji. Awangardowa twórczość Lennona z końca lat 60. była niezrozumiała dla widza i mocno krytykowana za szokującą formę, a prasa powszechnie przypisywała inspirację tych prac złemu wpływowi Ono. Lennon w tym czasie porzucił surrealizm na rzecz tematyki politycznej i rewolucyjnej, związanej głównie z zawarciem pokoju na świecie. Zorganizował z Ono liczne happeningi, m.in. Bed Peace w marcu 1969 podczas swojej podróży poślubnej z Ono, kiedy to – zameldowawszy się w jednym z pokoi hotelu „Hilton” w Amsterdamie – przez tydzień nie wychodzili z łóżka, a podczas spotkań z prasą dumali nad możliwością doprowadzenia do pokoju na świecie. Dwa miesiące później powtórzyli akcję, tym razem trwała ona 10 dni i odbyła się w hotelu „Queen Elizabeth” w Montrealu. Lennon w tym czasie nagrał – z udziałem chóru przypadkowych osób – utwór „Give Peace a Chance”, który stał się tzw. protest songiem i hymnem ruchu pokojowego. Singiel z tym utworem rozszedł się w nakładzie 2 mln egzemplarzy na świecie.

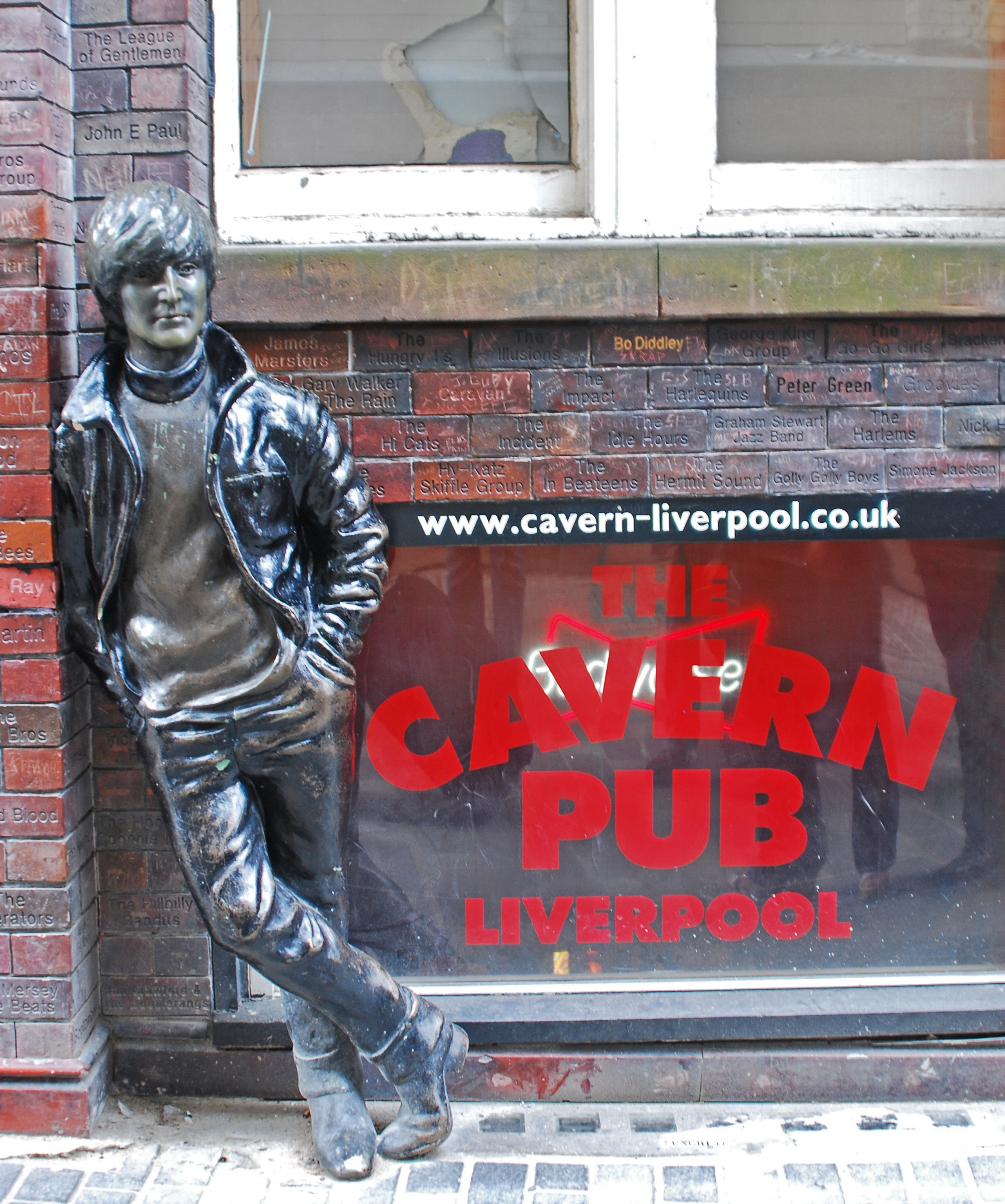
Rzeźba przedstawiająca Johna Lennona przed The Cavern Club w Liverpoolu

13 września 1969 wystąpił ze utworzonym specjalnie na tę okazję zespołem Plastic Ono Band podczas plenerowego „Rock’n’Roll Revival Concert” w Toronto. Był to pierwszy koncert Lennona po odejściu z The Beatles. Zapis dźwiękowy występu został wydany na koncertowym albumie pt. Live Peace in Toronto 1969 wydanym w grudniu 1969. W międzyczasie, 7 listopada, Lennon wydał studyjny Wedding Album, który zawierał dwa nagrania – „John and Yoko” i „Amsterdam” – trwające łącznie 47 minut i 32 sekundy oraz zarejestrowane podczas tygodnia miodowego spędzonego z Yoko Ono w amsterdamskim hotelu „Hilton”. 23 grudnia 1969 razem z Ono spotkał się z premierem Kanady Pierre’em Trudeau, z którym rozmawiał m.in. o swojej filozofii pokojowej.
W styczniu 1970 zaprezentował wystawę erotycznych litografii własnego autorstwa, która dzień po premierze została zamknięta przez policję pod zarzutem obrazy moralności publicznej. W lutym 1970 wydał singiel „Instant Karma”, a w grudniu tego samego roku zaprezentował album pt. John Lennon/Plastic Ono Band. W tym czasie amerykański urząd imigracyjny wydał mu pozwolenie na osiedlenie się w USA, które planował z Ono już od jakiegoś czasu, ale które nie mogło dojść do skutku z powodu narkotykowej przeszłości. Również w grudniu 1970 udzielił obszernego wywiadu Jannowi Wennerowi, współzałożycielowi czasopisma kulturalnego „Rolling Stone”; rozmowa została opublikowała w listopadzie 1971 przez wydawnictwo Rolling Stone Press w formie książki pt. Lennon Remembers (pol. Lennon wspomina.
7 października 1971 Lennon wydał album Imagine. Krążek stał się najpopularniejszym albumem w solowym dorobku artysty, a tytułowa piosenka jest uznawana za niepisany hymn pacyfistów i śpiewana na wielu demonstracjach antywojennych. Jednocześnie wiele osób po premierze utworu zarzucało Lennonowi hipokryzję, bo nawoływał w piosence do odrzucenia własności prywatnej, podczas gdy sam był jednym z lepiej zarabiających gwiazdorów i znanym miłośnikiem zakupów. W grudniu 1971 zaśpiewał utwór „Give Peace a Chance” na koncercie dobroczynnym zorganizowanym w Ann Arbor w stanie Michigan na rzecz Johna Sinclaira, który wówczas przebywał w więzieniu za handlowanie marihuaną. W tym samym miesiącu opublikował kolejny pacyfistyczny utwór – „Happy Xmas (War Is Over)”, który nagrał z Yoko Ono. 15 września 1972 wydał album pt. Some Time in New York City, który nagrał w zaledwie dziewięć dni. Na płycie umieścił piosenki poświęcone konkretnym kwestiom politycznym (m.in. „Attica State” o buncie w jednym z amerykańskich więzień czy „Woman Is the Nigger of the World” o zniewoleniu kobiet), a niektóre z nich stanowiło jawne nawoływanie do wychodzenia na ulice. Lennon z Ono zaangażowali się także w wiele kampanii, m.in. na rzecz praw Indian czy w protesty przeciwko uwięzieniu radykalnych działaczy politycznych. Również w 1972 razem z Yoko Ono przez tydzień współprowadzili program telewizyjny Mike Douglas Show.
Wypowiadał się z uznaniem o Mao Zedongu.

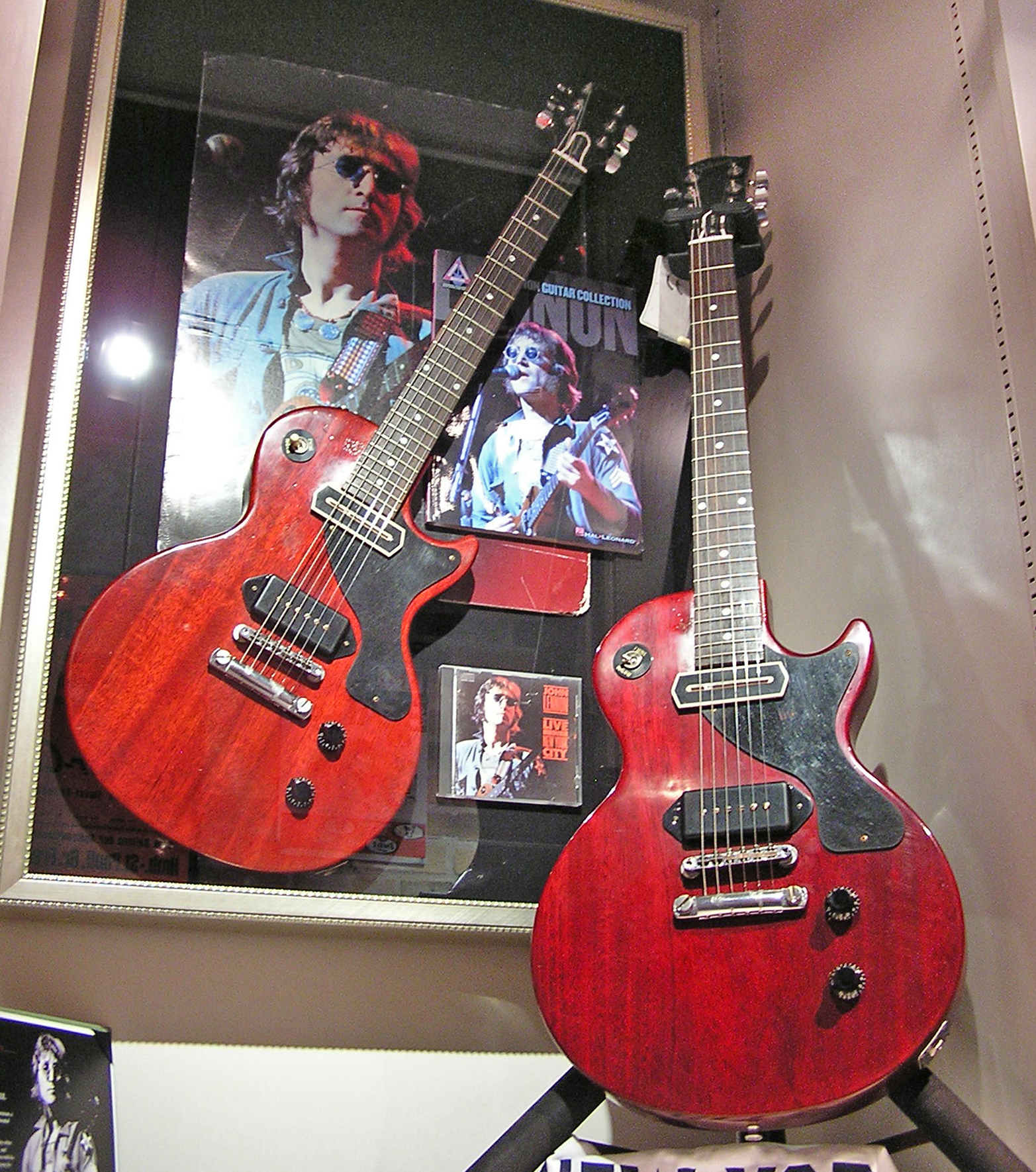
Les Paul Jr. Lennona

Jego działalność spowodowała, że w latach 1971–1972 był inwigilowany przez FBI, które dysponowało pokaźną teczką materiałów poświęconą muzykowi. Z początkiem marca 1972 zamierzano go deportować ze Stanów Zjednoczonych pod pretekstem przebywania w kraju mimo wygaśnięcia wizy (straciła ważność 29 lutego 1972) oraz z powodu wyroku skazującego w 1968 za posiadanie narkotyków, lecz także dlatego, że Lennon ponoć planował zmobilizować wyborców do głosowania przeciwko Richardowi Nixonowi w wyborach prezydenckich w USA (w tym celu m.in. miał przekazać 75 tys. dol. grupie Nowej Lewicy, utworzonej w celu zerwania Narodowej Konwencji Republikanów). Do deportacji nie doszło, dzięki wyrażeniu wsparcia Lennonowi przez wielu poważanych amerykańskich obywateli, takich jak John Cage, Kurt Vonnegut, Leonard Bernstein czy Allen Ginsberg.
Wiosną 1973 wyjechał do Los Angeles, gdzie spędził następne 18 miesięcy, głównie pijąc i imprezując w towarzystwie innych muzyków, m.in. z Philem Spectorem, z którym pracował nad albumem ze standardami rockowymi pt. Rock’n’Roll. Latem 1974 wrócił do Nowego Jorku i zaczął nagrywać album pt. Walls and Bridges, który wydał w październiku 1974. W tym samym roku wyprodukował album Harry’ego Nilssona pt. Pussy Cats. Ostatni publiczny występ dał 28 listopada 1974 w Madison Square Garden, gdzie jako niezapowiedziany gość zaśpiewał trzy piosenki w trakcie koncertu Eltona Johna. W maju 1975 współprowadził projekt filadelfijskiej rozgłośni radiowej WFIL „Maraton pomocnej ręki” (ang. WFIL Helping Hand Marathon), której celem była zbiórka pieniędzy na lokalne akcje dobroczynne, m.in. na rzecz chorych na stwardnienie rozsiane.

### Okres życia domowego
Po narodzinach drugiego syna wycofał się z życia publicznego oraz z działalności studyjnej i koncertowej aż do 1980, co wynikało z chęci poświęcenia się obowiązkom domowym. W tym okresie nagrał jedynie kilka piosenek (które wydano dopiero po jego śmierci), ale na co dzień nie zajmował się muzyką. Sporadycznie pokazywał się publicznie – w 1975 w sierpniu 1976 po uzyskaniu zielonej karty oraz w 1977 podczas inauguracji prezydentury Jimmy’ego Cartera.
W sierpniu 1980 rozpoczął sesję nagraniową materiału na nowy album. 24 października 1980 powrócił po pięcioletniej przerwie na rynek fonograficzny singlem „Starting Over”. Niespełna miesiąc później wypuścił album pt. Double Fantasy, który napisał w duecie z Yoko Ono.

### Śmierć

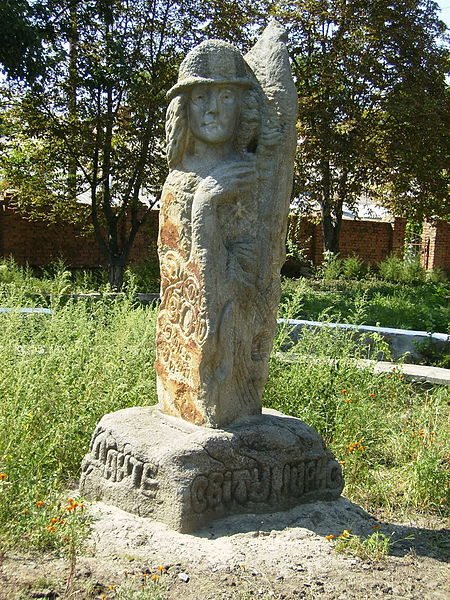
Pomnik Lennona w ukraińskim Mohylowie Podolskim

Pod koniec 1980 zrezygnował z usług ochrony osobistej, którą przez lata zatrudniał z uwagi na ogromną popularność. W wieczór poprzedzający śmierć pracował w studiu nagraniowym The Hit Factory w Nowym Jorku. Kilka godzin przed śmiercią udzielił wywiadu Dave’owi Sholinowi i Laurie Kaye, w którym powiedział: Wciąż wierzę w miłość, w pokój, w pozytywne myślenie.
8 grudnia 1980 ok. godz. 22:49 został postrzelony przez Marka Davida Chapmana w bramie apartamentowca Dakota, w którym mieszkał na Manhattanie. Dosięgły go cztery z pięciu wystrzelonych kul. Ponieważ jego stan był ciężki (stracił około 70% krwi), nie czekano na ambulans. Policjanci przewieźli radiowozem rannego Lennona do szpitala, jednak już o godz. 23:07 personel wydał komunikat o śmierci Lennona. ABC News podała wiadomość o zgonie, przerywając transmisję meczu futbolowego. Dwie godziny po zamachu przed domem Lennona zaczęli gromadzić się ludzie, pragnący oddać mu hołd. 10 grudnia ciało Lennona zostało skremowane. Jego żona postanowiła, że pogrzeb nie będzie publiczny, a do fanów zwróciła się jedynie z prośbą o modlitwę. Tysiące ludzi gromadziły się na ulicy, śpiewając piosenki Lennona i kontemplując w ciszy jego dorobek.
Chapman został skazany na dożywotnie pozbawienie wolności i trafił do więzienia Attica State Prison niedaleko Buffalo (Nowy Jork).
W 2007 J.P. Schaefer nakręcił film Rozdział 27 o zabójstwie Lennona. W głównych rolach wystąpili Jared Leto i Lindsay Lohan.

## Życie prywatne
W 1958 poznał Cynthię Powell, studentkę z Wydziału Liternictwa w Liverpool College of Art. 23 sierpnia 1962 wzięli ślub, panna młoda była wówczas w ciąży. Pod naciskiem menedżera The Beatles Briana Epsteina fakt ślubu ukryto przed opinią publiczną ze względu na możliwe reakcje fanek. 8 kwietnia 1963 urodził im się syn Julian, co także przez długi czas nie było ogłaszane publicznie. W sierpniu 1968 wzięli rozwód.
18 października 1968 został aresztowany za posiadanie i używanie narkotyków, a 28 listopada sąd uznał go winnym i ukarał grzywną w wysokości 150 funtów.
20 marca 1969 podczas kilkugodzinnego pobytu w Gibraltarze Lennon poślubił japońską artystkę awangardową Yoko Ono. W sierpniu 1971 zamieszkał z żoną w Nowym Jorku. W 1972 poznał May Pang, sekretarkę Allena Kleina, z którą – będąc pijanym – zdradził żonę w jej obecności. Nie doszło do rozwodu, jednak ich małżeństwo zaczęło przeżywać kryzys. Wiosną 1973 zamieszkali w apartamentowcu Dakota koło Central Parku, wkrótce po tym zdecydowali się na separację. Lennon wyleciał do USA, gdzie spędził kolejne półtora roku. Po powrocie do Anglii pogodził się z Ono w listopadzie 1975 po 18 miesiącach separacji. Pod naciskiem żony porzucił alkohol, papierosy i mięso, zaczął też uczęszczać na akupunkturę i przekazał Ono kontrolę nad swoimi aktywami. W 1975 urodził im się syn, Sean. W sierpniu 1976 otrzymał zieloną kartę.
W 1977 popadł w depresję. Ono wywiozła go wówczas do Hongkongu. W następnym roku kryzys pogłębił się i przez długi czas Lennon przebywał w łóżku i zażywał narkotyki. W 1980 wyjechał z synem i przyjaciółmi na Bermudy, wówczas jego depresja ustąpiła.

## Filmy dokumentalne
- 1988: Imagine: John Lennon
- 2003: Inside John Lennon
- 2003: Lennon Legend: The Very Best of John Lennon
- 2006: The U.S. Versus John Lennon

## Dzieła literackie
- John Lennon: In His Own Write[b]
- A Spaniard in the Works
- Skywriting by Word of Mouth
- Yoko i John. Dni, których nigdy nie zapomnę

## Upamiętnienie
Od 1981 eksperymentalny zespół teatralny Theatre Within organizuje coroczny spektakl charytatywny ku pamięci Lennona – The Annual John Lennon Tribute.
W październiku 2000 w Panteonie Sław Rock and Rolla w Cleveland została otwarta wystawa poświęcona Johnowi Lennonowi, nad którą z muzeum współpracowała Yoko Ono. Zwiedzający przez kolejne prawie dwa lata mogli podziwiać pamiątki po artyście, m.in. rękopisy słów jego piosenek i kostiumy, w których występował publicznie, jak też ubrania, które miał na sobie w dniu zabójstwa. Pamiątki po Lennonie zostały zaprezentowane także w formie książki pt. „Legenda Lennona” (ang. Lennon Legend) opublikowanej w 2004.
Do tekstu piosenki „Imagine” nawiązuje powstały w 2007 pomnik Imagine Peace Tower na islandzkiej wyspie Viðey w pobliżu Reykjavíku, zaprojektowany przez Yoko Ono Piosenka została również odtworzona podczas zakończenia Igrzysk Olimpijskich w Londynie w 2012.

### Obecność w kulturze popularnej
- Został wymieniony jako Johnny L. w piosence „Czas ołowiu” z repertuaru polskiej grupy Budka Suflera. Autorem tekstu jest Marek Dutkiewicz, a kompozytorem Romuald Lipko[128].
- W 1981 powstał utwór „Mr. Lennon” polskiego zespołu Universe. Jego autorem jest Mirosław Breguła.
- W 1985 Loudon Wainwright III opublikował piosenkę „Not John”, którą napisał o zabójstwie Lennona[129].
- W 2007 premierę miał film fabularny Rozdział 27 opowiadający o morderstwie Lennona. Film ukazuje ostatnie trzy dni życia mordercy Lennona aż do zabójstwa artysty.
- W 2009 ukazał się film biograficzny John Lennon. Chłopak znikąd przedstawiający wczesne lata życia muzyka (początki jego działalności muzycznej oraz założenie przez niego zespołu The Quarrymen). W tytułową rolę wcielił się Aaron Taylor-Johnson.
- W 2018 przekształcono jego odręczne pismo na font[130].
- W filmie fabularnym Danny’ego Boyle’a Yesterday (2019) główny bohater Jack Malik odwiedza mężczyznę, który nazywa się John Lennon (Robert Carlyle), i przeprowadza z nim rozmowę o sensie życia.